# 花の首飾り
「花の首飾り」（はなのくびかざり）は、日本のグループ・サウンズ、ザ・タイガースの5枚目のシングル。1968年3月25日に発売。

## 解説
発売当初は沢田研二がリード・ヴォーカルの「銀河のロマンス」をA面にして発売されたが、その後加橋かつみが初めてリード・ヴォーカルを担当した「花の首飾り」の人気が上昇したため、ほどなく「花の首飾り」をA面扱いにした。オリコンチャートでは両A面表記となっている。ザ・タイガースのシングルでは、最大のヒット曲となった。累計売上は公称130万枚、オリコン調べで67.6万枚。
テイチクエンタテインメントから2007年3月21日に発売されたCDアルバム「GSフォーエヴァー100」の解説欄には、「200万枚を超えるセールスを記録し、彼らにとって記念すべき初のオリコンNo.1ヒットとなった」とある。
1968年3月10日に映画『ザ・タイガース 世界はボクらを待っている』の撮影を兼ねて、日本武道館にて日本グラモフォン主催でこの2曲の発表会が行われた。
両面とも、2枚目のアルバム『世界はボクらを待っている』に収録された。

## オリジナル・シングル収録曲
- 全曲、作曲・編曲:すぎやまこういち

1. 銀河のロマンス (Romance in the Milky Way) [3:08]
作詞:橋本淳
  - 東宝映画『ザ・タイガース 世界はボクらを待っている』主題歌
2. 花の首飾り (Flower necklace) [3:54]
作詞:菅原房子、補作:なかにし礼
  - 歌詞は、雑誌『明星』で一般から募集された。約13万通の応募作から選ばれた菅原は、当時北海道山越郡八雲町（現・二海郡八雲町）在住の高校生だった[3]。

## カバー
「花の首飾り」は、以下のとおり様々な歌手にカバーされており、カバーされた回数は合計70回あまりに達すると言われている。
- 1972年 - 天地真理（アルバム「虹をわたって」に収録）
- 1974年 - あいざき進也（アルバム「気になる男の子」に収録）
- 1980年 - レスリー・マッコーエン（後述）
- 1980年 - アン・ルイス（シングル「リンダ」B面）
- 1984年 - 中川勝彦（後述）
- 1989年 - 髙橋真梨子（アルバム「紗」に収録）
- 1994年 - 葉月里緒菜（後述）
- 2001年 - 井上陽水（後述）
- 2006年 - 河村隆一（アルバム「evergreen 〜あなたの忘れ物〜」に収録）
- 2007年 - リュ・シウォン（後述）
- 2007年 - カバーソング・ドールズ（アルバム「CoverSongDolls」に収録）
- 2008年 - 仲村瑠璃亜（後述）
- 2008年（録音は1976年） - オレンジ・ペコ（オムニバスアルバム「リメンバー・グループ・サウンズ」に収録）
- 2008年 - チキンガーリックステーキ（アルバム『タイムスリップ』に収録）
- 2011年 - 土屋昌巳（アルバム『果てしなきグラムロック歌謡の世界』に収録）
- 2014年 - 桑田佳祐（『昭和八十八年度! 第二回ひとり紅白歌合戦』に収録）
- 2015年 - 水谷豊（アルバム「時の旅人2015」に収録、なお本曲のコーラスに岸部一徳が参加）
- 2016年 - The KanLeKeeZ（アルバム『G.S. meets The KanLeKeeZ』初回限定盤Aに収録[4]）
- 2019年 - 吉幾三（アルバム『あの頃の青春を詩う vol.4 グループサウンズ編』に収録）

## レスリー・マッコーエンのカバー・シングル

### 解説
- 両曲とも木森敏之によって編曲され、英語詞で歌われた。

### 収録曲
1. 銀河のロマンス（SYLVIE MY LOVE）
2. 花の首飾り（YOU'RE THE WOMAN FOR ME）

## 中川勝彦のカバー・シングル

### 収録曲
- 全編曲:白井良明

1. 花の首飾り
作詞:菅原房子、補作:なかにし礼、作曲:すぎやまこういち
  - サントリー「テス」CFイメージソング
2. 夜風からビーチ・ムーン
作詞:銀色夏生、作曲:白井良明

## 葉月里緒菜のカバー・シングル
- 1993年放送のテレビドラマ『真夜中を駆けぬける』（テレビ朝日系）の劇中で、葉月里緒菜、櫻井淳子、水野美紀、奥菜恵でガールズバンドを結成し歌われた。翌年、自身のアルバム『里緒菜』に収録。ただし劇中で流れているものとはバージョンが異なる。

## 井上陽水のカバー・シングル

### 解説
- 井上陽水の通算42枚目のシングルとして、2001年4月1日に発売。

### 収録曲
1. 花の首飾り
作詞:菅原房子（補作:なかにし礼）　作曲:すぎやまこういち　編曲:星勝
  - キリンビバレッジ『聞茶』CMソング
2. お嫁においで
作詞:岩谷時子　作曲:弾厚作　編曲:浦田恵司
  - 1966年に加山雄三が発表した同名のシングル曲のカヴァー。

## リュ・シウォンのカバー・シングル

### 解説
- 韓国の歌手、リュ・シウォンの6枚目のシングルとして、2007年10月17日に発売。
- 初回限定盤と通常盤の2タイプで発売され、初回盤には表題曲のミュージック・ビデオを収録したDVD付き。

### 収録曲
1. 花の首飾り
作詞:菅原房子（補作:なかにし礼）　作曲:すぎやまこういち　編曲:PIPELINE PROJECT,池田大介
2. なごり雪
作詞・作曲:伊勢正三　編曲:PIPELINE PROJECT,池田大介
  - かぐや姫のカヴァー。
3. 花の首飾り (Instrumental)
4. なごり雪 (Instrumental)

## 仲村瑠璃亜のカバー・シングル

### 解説
- 仲村瑠璃亜の4枚目のシングルとして、2008年10月1日に発売。

### 収録曲
1. 花の首飾り
作詞:菅原房子（補作:なかにし礼）　作曲:すぎやまこういち　編曲:岩本正樹
  - 東海テレビ・フジテレビ系昼ドラ『愛讐のロメラ』主題歌
2. 晴れ模様
作詞:仲村瑠璃亜　作曲・編曲:吉田とおる
3. 花の首飾り(instrumental)

## 関連文献
- 瞳みのる『ザ・タイガース　花の首飾り物語』小学館、2013年

著者はザ・タイガースの元ドラマー。原詩の作詞者、補作の作詞者、作曲者をはじめとする本作の関係者多数に取材し、作詞者の故郷を訪ね、長く不明瞭だったこの曲の誕生のいきさつを解明している。